# Dème du Saronique (Corinthe)
Le dème du Saronique, en grec moderne : Δήμος Σαρωνικού / Dímos Saronikoú, est un ancien dème du  district régional de Corinthie, en Grèce. Depuis 2010, il est fusionné au sein du dème des Corinthiens.
Selon le recensement de 2011, la population du dème compte 5 260 habitants.